# 한국정책학회
사단법인 한국정책학회(韓國政策學會, The Korean Association for Policy Studies, KAPS)는 사회 일반의 이익에 공여하기 위하여 정책학 및 경제정책 등 분야별 정책에 관한 학술 및 연구활동을 도모하는 목적으로 1992년 12월 1일에 설립된 학술단체이다. 사무실은 서울특별시 강남구 테헤란로 7길 22 한국과학기술회관 신관 704호에 있다. 연구발표회 및 강연회 개최, 학술지 및 관련 자료의 발간 등을 활동하고 있다. 학술지 《한국정책학회보》를 발간하고 있다.

## 주요 사업
- 연구발표회 및 강연회의 개최
- 학술지 및 자료의 발간
- 공공문제에 대한 정책건의
- 공공문제에 대한 정책연구
- 기타 본 회의 목적달성에 적합한 사업

## 역대 회장
- 허범 (1992.7~1993.6)
- 노화준 (1993.7~1994.12)
- 김형렬 (1995)
- 김명수 (1996)
- 안문석 (1997)
- 김동현 (1998)
- 구광모 (1999)
- 윤정길 (2000)
- 나기산 (2001)
- 김병진 (2002)
- 이윤식 (2003)
- 최병선 (2004)
- 송희준 (2005)
- 목진휴 (2006)
- 염재호 (2007)
- 강근복 (2008)
- 송하중 (2009)
- 김인철 (2010)
- 김헌민 (2011)
- 유금록 (2012)
- 정윤수 (2013)
- 오철호 (2014)
- 권기헌 (2015)
- 허만형 (2016)
- 이용모 (2017)
- 명승환 (2018)
- 한승준 (2019)
- 박정수 (2020)
- 홍형득 (2021)
- 나태준 (2022)
- 김영미 (2023)
- 윤지웅 (2024)
- 박형준 (2025)

## 임원진
- 회장
- 차기회장
- 연구부회장
- 지역부회장
- 전략부회장
- 산학부회장
- 운영부회장
- 총무위원회
- 연구위원회
- 지식플랫폼위원회
- 대외협력위원회
- 국제협력위원회
- 미래교육정책특별위원회
- 미래인재포럼
- AI·데이터기반정책위원회
- 지속가능한미래정책위원회
- 디지털플랫폼정부특별위원회
- 지역상생협력위원회
- 국가연구개발(R&D)정책혁신위원회
- 공공기관혁신위원회
- ODA위원회
- ESG정책위원회
- 인사정책플랫폼특별위원회
- 저출산고령화정책특별위원회
- 보건복지정책특별위원회
- 입법정책위원회
- 지속가능한 환경정책위원회
- 스마트시티위원회
- 이민특별위원회
- 문화정책위원회
- 신진학자위원회
- 국문편집위원회
- 영문편집위원회
- 선거관리위원회
- 학술상위원회
- 정책대상선정위원회
- 감사

## 학술지
- 《한국정책학회보》[1]